# Bomba de combustible

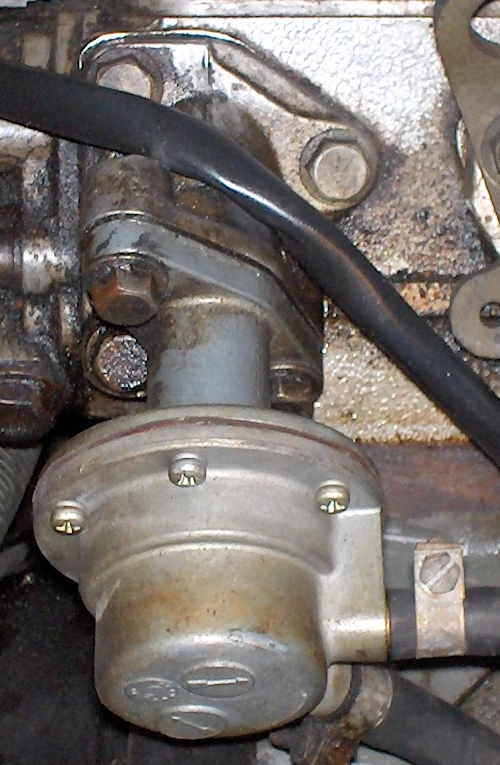
Bomba de combustible, instalada en la culata de un motor.

Una bomba de combustible es un componente utilizado en muchos motores alimentados por líquido (como los motores de gasolina o diésel) para transferir el combustible del depósito al dispositivo donde se mezcla con el aire de admisión (como el carburador o el inyector de combustible).
Las presiones con las que trabaja la bomba dependen en gran medida del tipo de motor que se tenga. Así, cuanta más potencia necesite un motor, mayor caudal de combustible hará falta, por lo que se necesitará una bomba de mayor potencia.
En los motores con inyección de combustible, se utilizan comúnmente dos tipos de bombas dependiendo del tipo de sistema de inyección. Los sistemas de inyección en el colector de admisión (de baja presión) suelen emplear bombas eléctricas montadas dentro del depósito de combustible. En cambio, los sistemas de inyección directa (de alta presión) utilizan bombas mecánicas de alta presión montadas directamente sobre el motor, capaces de generar la presión necesaria para inyectar el combustible directamente en la cámara de combustión.